# Longueuil
Longueuil is een stad (ville) in het zuidwesten van de Canadese provincie Québec, nabij Montréal. De stad is gelegen op de rechteroever van de Saint Lawrence ter hoogte van het Île de Montréal. De stad ligt direct ten oosten van Montréal, volgens de plaatselijke gebruiken zou men dienen te zeggen direct ten zuiden van Montréal. In 2016 telde Longueuil 239.700 inwoners.
In Longueuil is het Canadees filiaal van Pratt & Whitney gevestigd. Dit bedrijf is met 5.000 werknemers ook de grootste werkgever van de stad. Ook het hoofdkwartier van het Canadian Space Agency, het John H. Chapman Space Centre ligt in Longueuil (in de wijk Saint-Hubert). Beide sites grenzen aan de Montreal Saint-Hubert Longueuil Airport, de oudste luchthaven van Montréal, en nog steeds een populaire luchthaven voor particuliere burgerluchtvaart. Voor de rest is Longueuil een typische slaapstad met veel forenzen naar Montréal.

## Geboren
- Rémi Pelletier-Roy (1990), wielrenner
- Marilou Bourdon (1990), zangeres
- Sandrine Mainville (1992), zwemster
- David La Rue (1998), schaatser